# Love Nwantiti
Singles de CKay
Way
(2019) Felony
(2020)
Singles par Joeboy
Don't Call Me Back
(2020) Blessings
(2020)
Singles par Kuami Eugene
Turn Up
(2020)
Love Nwantiti est un single du chanteur et compositeur nigérian CKay, sortie le 29 août 2019 en tant que deuxième morceau de son deuxième EP CKay the First de Chocolate City via Warner Music Group et son premier album Sad Romance. Chanté en igbo, langue nigériane, le titre signifie « petit amour ».

## Love Nwantiti (Ah Ah Ah)
Un remix de la chanson intitulée Love Nwantiti (Ah Ah Ah) avec le chanteur nigérian Joeboy et le chanteur ghanéen Kuami Eugene, sorti en single le 14 février 2020, est devenu un succès commercial au Nigeria, en Asie de l'Ouest, en Afrique du Nord et ailleurs. Des salles de clubs européennes, ainsi que l'objet de collaborations avec de nombreux artistes locaux pour des variations localisées. La version française comprenait les voix du rappeur français Franglish ; la version allemande est une collaboration avec Frizzo.

## Accueil commercial
En 2021, la chanson a été classée en Europe, en Australie, en Amérique latine et en Nouvelle-Zélande, atteignant le numéro un en Inde, aux Pays-Bas, en Norvège et en Suisse, et a gagné en popularité sur TikTok,. Il a culminé aussi au numéro 3 sur le UK Singles Chart et a atteint le numéro un sur le UK Indie Singles Chart. Il a également atteint le no 31 sur le Billboard Hot 100 américain et est apparu sur le Canadian Hot 100.
Bien que dans la plupart des pays le remix principal de CKay avec Joeboy et Kuami Eugene soit sorti, une autre version, le North African Remix avec ElGrande Toto est devenu un succès en Allemagne, en Italie, en Autriche et au Danemark. Une version de De La Ghetto a fait une brève apparition en France, bien que la version principale de CKay / Joeboy / Kuami Eugene ait dominé le French Singles Chart.

## Clip vidéo
Un clip pour Love Nwantiti (Ah Ah Ah) est sorti le 14 février 2020, il a été réalisé par Naya visuals et a depuis dépassé les 288 millions de vues sur YouTube. Une vidéo du remix nord-africain mettant en vedette ElGrande Toto est sortie le 4 novembre 2021. Il a été tourné à Lagos et réalisé par TG Omori, il a dépassé les 34 millions de vues après un mois de diffusion sur YouTube.
Une vidéo de performance pour la version acoustique a également été publiée en 2020 et a depuis recueilli 196 millions de vues sur YouTube.

## Impact
Les abonnés Spotify de CKay sont passés à plus de 31 millions à la suite de la popularité croissante de la chanson, elle a également fait l'objet de cinq remixes. Diverses reprises interprétées dans le monde entier avec différents instruments et chantées dans une variété de langues, notamment l'hindi, le français et l'espagnol, ont également été téléchargées sur la plate-forme de médias sociaux, attirant leur propre popularité, la chanson a tendance à travers Tiktok et au Moyen-Orient et en Asie, il a également enregistré plus de trois millions de vidéos Tiktok et a fait l'objet de nombreuses variantes locales,,.
La chanson est un sleeper hit. Il est apparu pour la première fois sur son extended play ; cependant, il a fallu deux ans à partir de cette apparition pour que la chanson gagne en popularité auprès de TikTok et d'autres plateformes.

### Routine de danse
Une routine de danse pour la chanson a été créée par le Tiktokeur Tracy Joseph qui a été utilisée dans plusieurs vidéos par des personnes participant au #Lovenwantitichallenge,.
En décembre 2021, Love Nwantiti est la chanson Afrobeats la plus certifiée. Il est également devenu la deuxième chanson d'un artiste nigérian à faire ses débuts sur le Billboard Hot 100 et le Billboard Global 200 après Essence de Wizkid.

## Versions
- 2020 : Love Nwantiti
  - 2020 : Love Nwantiti (Acoustic Version)[16]

### Collaborations
| 1.  | Love Nwantiti (ah ah ah) (feat. Joeboy et Kuami Eugene)            | 14 février 2020   | 3:08 |
| 2.  | Love Nwantiti (Spanish Remix) (feat. De La Ghetto)                 | 7 août 2020       | 2:24 |
| 3.  | Love Nwantiti (East African Remix) (feat. Rayvanny)                | 21 août 2020      | 2:27 |
| 4.  | Love Nwantiti (South African Remix) (feat. Tshego & Gemini Major)  | 21 août 2020      | 3:06 |
| 5.  | Love Nwantiti (French Remix) (feat. Franglish)                     | 21 août 2020      | 2:15 |
| 6.  | Love Nwantiti (German Remix) (feat. Frizzo, Joeboy & Kuami Eugene) | 21 août 2020      | 3:21 |
| 7.  | Love Nwantiti (North African Remix) (feat. ElGrande Toto)          | 21 août 2021      | 2:15 |
| 8.  | Love Nwantiti (Remix) (feat. DJ Yo! & AX'EL)                       | 9 septembre 2021  | 3:08 |
| 9.  | Love Nwantiti (Caribbean Zouke Remix) (feat. DJ Avalanche)         | 30 septembre 2021 | 3:30 |
| 10. | Love Nwantiti (German Remix) (feat. Pronto & Eunique)              | 15 octobre 2021   | 3:06 |
| 11. | Love Nwantiti (French Remix) (feat. Yacouboss)                     | 22 octobre 2021   | 2:15 |

### Autres collaborations
1. Love Nwantiti (German Remix) - CKay feat. MCqasim — 1:56

## Distinctions
| Année | Cérémonie des récompenses | Description(s) du prix                | Résultats  |
| ----- | ------------------------- | ------------------------------------- | ---------- |
| 2020  | City People Music Award   | Meilleure collaboration de l'année    | Nomination |
| 2022  | Brit Awards               | Meilleure chanson internationale      | Nomination |
| 2022  | BMI Awards Londres        | Chanson internationale la plus jouée, | Lauréat    |

## Classements et certifications
| Classements (2020-2022)                 | Meilleure position |
| --------------------------------------- | ------------------ |
| Argentine (Hot 100)                     | 58                 |
| Australie (ARIA)                        | 8                  |
| Autriche (Ö3 Austria Top 40)            | 4                  |
| Belgique (Flandre Ultratop 50 Singles)  | 8                  |
| Belgique (Wallonie Ultratop 50 Singles) | 10                 |
| Brésil (Top 100 Brasil)                 | 97                 |
| Canada (Hot 100)                        | 5                  |
| Colombie (Promúsica)                    | 19                 |
| Costa Rica (FONOTICA)                   | 8                  |
| Tchéquie (IFPI Rádio)                   | 9                  |
| Danemark (Tracklisten)                  | 6                  |
| France (SNEP)                           | 1                  |
| Allemagne (Media Control AG)            | 6                  |
| Global 200 (Billboard)                  | 2                  |
| Grèce (IFPI)                            | 4                  |
| Hongrie (Dance Top 40)                  | 22                 |
| Hongrie (Rádiós Top 40)                 | 33                 |
| Hongrie (Single Top 40)                 | 6                  |
| Hongrie (Stream Top 40)                 | 7                  |
| Islande (Plötutíðindi)                  | 11                 |
| Inde (IMI)                              | 1                  |
| Irlande (IRMA)                          | 5                  |
| Italie (FIMI)                           | 20                 |
| Liban (OLT20)                           | 12                 |
| Lituanie (AGATA)                        | 12                 |
| Luxembourg (Biliboard)                  | 5                  |
| Malaisie (RIM)                          | 8                  |
| Pays-Bas (Nederlandse Top 40)           | 1                  |
| Pays-Bas (Single Top 100)               | 1                  |
| Nouvelle-Zélande (RMNZ)                 | 2                  |
| Norvège (VG-lista)                      | 1                  |
| Pérou (UNIMPRO)                         | 13                 |
| Portugal (AFP)                          | 1                  |
| Singapour (REIR)                        | 5                  |
| Slovaquie (IFPI Rádio)                  | 44                 |
| Slovaquie (Singles Digitál Top 100)     | 6                  |
| Afrique du Sud (RISA)                   | 2                  |
| Espagne (PROMUSICAE)                    | 46                 |
| Suède (Sverigetopplistan)               | 4                  |
| Suisse (Schweizer Hitparade)            | 1                  |
| Royaume-Uni (UK Singles Chart)          | 3                  |
| Royaume-Uni (UK Indie Chart)            | 1                  |
| États-Unis (Hot 100)                    | 26                 |
| États-Unis (Afrobeats Songs)            | 1                  |
| États-Unis (Mainstream Top 40)          | 20                 |
| États-Unis (Rhythmic)                   | 1                  |
| États-Unis (Rolling Stone Top 100)      | 9                  |

| Classements (2021)                      | Position |
| --------------------------------------- | -------- |
| Autriche (Ö3 Austria Top 40)            | 43       |
| Belgique (Flandre Ultratop 50 Singles)  | 86       |
| Belgique (Wallonie Ultratop 50 Singles) | 71       |
| Canada (Hot 100)                        | 88       |
| Danemark (Tracklisten)                  | 64       |
| France (SNEP)                           | 11       |
| Allemagne (Media Control AG)            | 59       |
| Global 200 (Billboard)                  | 102      |
| Hongrie (Single Top 40)                 | 53       |
| Hongrie (Stream Top 40)                 | 48       |
| Inde (IMI)                              | 4        |
| Pays-Bas (Single Top 100)               | 10       |
| Norvège (VG-lista)                      | 38       |
| Portugal (AFP)                          | 11       |
| Suède (Sverigetopplistan)               | 65       |
| Suisse (Schweizer Hitparade)            | 21       |
| Royaume-Uni (UK Singles Chart)          | 58       |
| Classements (2022)                      | Position |
| Allemagne (Media Control AG)            | 89       |
| Belgique (Flandre Ultratop 50 Singles)  | 169      |
| Belgique (Wallonie Ultratop 50 Singles) | 101      |
| Canada (Hot 100)                        | 35       |
| États-Unis (Hot 100)                    | 55       |
| États-Unis (Afrobeats Songs)            | 3        |
| États-Unis (Rhythmic)                   | 8        |
| Global 200 (Billboard)                  | 17       |
| Pays-Bas (Single Top 100)               | 29       |
| Suède (Sverigetopplistan)               | 98       |
| Royaume-Uni (UK Singles Chart)          | 78       |
| Suisse (Schweizer Hitparade)            | 17       |

#### Love Nwantiti (North African Remix)(feat.ElGrandeToto)
| Classements (2021-2022)      | Meilleure position |
| ---------------------------- | ------------------ |
| Allemagne (Media Control AG) | 6                  |
| Autriche (Ö3 Austria Top 40) | 4                  |
| Danemark (Tracklisten)       | 6                  |
| Italie (FIMI)                | 20                 |

#### Love Nwantiti (Ah Ah Ah) (Remix Espagnol)(feat. De La Ghetto)
| Classements (2021) | Meilleure position |
| ------------------ | ------------------ |
| France (SNEP)      | 183                |

### Certifications
| Région                                                                     | Certification | Ventes/Streams |
| -------------------------------------------------------------------------- | ------------- | -------------- |
| Danemark (IFPI)                                                            | Platine       | 90 000^        |
| Pays-Bas (NVPI)                                                            | 2 × Platine   | 160 000^       |
| Pologne (ZPAV)                                                             | 2 × Platine   | 100 000*       |
| Espagne (PME) (DJ Yo & Axel Remix)                                         | Or            | 20 000^        |
| xNon précisé par la certification ‡ventes/streaming selon la certification |               |                |

| Région                                                                                                 | Certification | Ventes/Streams |
| --- | ------------- | -------------- |
| Australie (ARIA)                                                                                       | Platine       | 70 000^        |
| Autriche (IFPI)                                                                                        | Platine       | 30 000x        |
| Canada (Music Canada)                                                                                  | 4 × Platine   | 320 000^       |
| France (SNEP)                                                                                          | Diamant       | 50 000 000*    |
| Allemagne (BM)                                                                                         | Or            | 200 000^       |
| Italie (FIMI)                                                                                          | Platine       | 70 000‡        |
| Nouvelle-Zélande (RMNZ)                                                                                | Platine       | 30 000*        |
| Portugal (AFP)                                                                                         | 5 × Platine   | 40 000x        |
| Espagne (PME)                                                                                          | Or            | 20 000^        |
| Royaume-Uni (BPI)                                                                                      | Platine       | 600 000‡       |
| États-Unis (RIAA)                                                                                      | 2 × Platine   | 1 000 000^     |
| *Ventes selon la certification ^Mise en rayon selon la certification xNon précisé par la certification |               |                |

## Historique de sortie
| Titre      | Date             | Format(s)                    | Label                       | Ref.    |
| ---------- | ---------------- | ---------------------------- | --------------------------- | ------- |
| Italie     | 1er octobre 2021 | - Téléchargement - streaming | - Chocolate City - Warner   | [ 116 ] |
| États-Unis | 26 octobre 2021  | - Téléchargement - streaming | - Chocolate City - Atlantic | [ 117 ] |